# ナビゲーション (NHK)
『ナビゲーション』は、1993年4月11日から2022年3月11日まで東海・北陸地方のNHK総合テレビジョンで放送された地域情報番組である。

## 概要
1989年放送開始の『中部ナウ』の後番組として、1993年に放送を開始した東海・北陸地方向けの報道・情報番組で、各地の社会問題や話題を放送する。当番組のタイトルは、羅針盤のない混沌とした時代の中で当番組が世の中を読み解く手がかりのひとつになって欲しいという思いを込めて名付けた。
『クローズアップ現代＋』の東海・北陸版とも言える。
キャスターは歴代、名古屋放送局のアナウンサーが担当し基本的にキャスターが各地の放送局から伝える形式で、テーマに沿った有識者をゲストに迎えて番組が進められる。ごくまれに、全編ドキュメンタリー版が放送されることがある。ナレーションも名古屋放送局のアナウンサーが担当する。
歴代のキャスターは、1年ないし2年で交代したが最末期のキャスターである山田大樹は4年間務めた。
2016年から2年間は、視聴者の声（Twitter、メールなど）を番組の中で表示した。
なお、『金とく』の拡大放送や中日ドラゴンズ戦のプロ野球中継、全国放送の特集番組・スポーツ中継がある場合には当番組を休止することがある。

## 番組の終焉
2022年春の編成抜本見直しの影響で、同年3月11日をもって終了、29年に及ぶ長い番組の歴史に幕を閉じた。
後継番組として、2022年4月8日からは『東海 ドまんなか!』を放送することが同年3月18日の名古屋放送局の新年度番組発表の場で発表された。同番組は同年4月に東京アナウンス室から名古屋放送局に異動となった田所拓也アナウンサーが司会を務める一方、毎月最終週は2021年度に不定期放送されていた『ド真ん中ジャーナル!』の内容を引き継ぐ形で井戸田潤と藤井彩子アナウンサーが司会を務める。なお、当番組最後のキャスターとなった山田大樹アナウンサーは田所と入れ替わりで4年ぶりに東京アナウンス室に復帰し、2022年4月から『NHKニュースおはよう日本』のリポーターに就任した。
また『東海 ドまんなか!』は東海4県（回により中京地区の3県のみ、または各県別のみの編成）に特化した番組となり、北陸3県は基本的に各県別編成を軸に、月に1回は、北陸ブロックネット番組の『ホクロック!』を生放送することになった。

## キャスター
- 石戸谷健一（1993年度）
- 加藤昌男（1994年度）
- 井筒屋勝己（1995・1996年度）
- 瀬戸秀夫（1997年度 - 1999年7月、東京アナウンス室への異動に伴い降板）
- 小見誠広（1999年8月 - 2000年度）[注 4]
- 村竹勝司（2001年度）[注 5]
- 田村泰崇（2002年度 - 2004年度）
- 飯田紀久夫（2005年度 - 2007年度）
- 堀伸浩（2008年度）
- 長野亮（2009年度 - 2012年度）
- 永井伸一（2013年度 - 2015年度）[注 6]
- 小山径（2016[9] ・2017年度）[注 7]
- 山田大樹（2018年度 - 2021年度）

## 放送時間

### 現在
- 本放送：金曜日 19:30 - 19:55（2018年4月[10] - 2021年3月）[3]
- 再放送：土曜日 9:30 - 9:55（2020年4月 - 2021年3月）
  - 上記の再放送の時間帯は『有吉のお金発見 突撃!カネオくん』を差し替えて放送。なお、東海・北陸地方では2021年4月から前述の番組の再放送をすべて地域向けの番組に差し替えている。

### 過去
再放送
- 日曜日 8:00 - 8:25（2018年度まで）[10]
  - 静岡県に限り『小さな旅』が同時放送となっていたが、2019年度からは当番組が東海・北陸地方全域で同時放送へ移行した。なお、2018年度までは東海・北陸地方が紹介される場合は『ナビゲーション』の再放送は休止となった。
  - 2009年度までの再放送は日曜日8:00から実施していたが、『連続人形活劇 新・三銃士』の開始と『週刊こどもニュース』の放送時間の移動に伴い、毎週土曜日9:00 - 9:25に変更となった。その後、2011年1月から再び2009年度までの時間帯に戻った。
- 日曜日 8:25 - 8:50（2019年度のみ）[11]
  - 福井県に限り、金曜日夜に『ザウルス!今夜も掘らナイト』が放送された場合、同一時間に放送されている『サラメシ』の再放送に差し替えられる（2019年度のみ）[11]。

## 地域差し替え

### 現在
2020年時点。いずれも本放送。
- 東海3県：金とく（2019年度に新設、『ナビゲーション』と同一時間に放送）[11]
  - 再放送は、静岡県を含む東海4県向けに放送。なお、静岡県は本放送扱い。
- 岐阜県：ぎふスペシャル[11]
- 三重県：みえスペシャル[11]
- 静岡県：静岡スペシャル[11]

以下の番組は、再放送枠が東海・北陸ブロック放送となる場合あり
- 北陸3県：北陸スペシャル
- 福井県：ザウルス!今夜も掘らナイト
- 石川県：いしかわ令和プレミアム（2019年度に新設）[11]
- 富山県：越中とやまスペシャル（2019年度に新設）[11]

### 過去
いずれも再放送での差し替え。
- 静岡県：小さな旅（2018年度まで）
- 福井県：ビジネス新伝説 ルソンの壺（最終週の日曜日のみ、2011年度 - 2013年度）・サラメシ（2019年度のみ）

## 放送・制作局
- NHK名古屋放送局（幹事局）
- NHK岐阜放送局
- NHK津放送局
- NHK静岡放送局
- NHK福井放送局
- NHK金沢放送局
- NHK富山放送局

## その他
- 2005年日本国際博覧会（愛・地球博/愛知万博）の会期中は月に1回、『ナビゲーション 愛・地球博 丸ごと1カ月』と題して万博会場内に設けたNHKのスタジオ（グローバルスタジオ）から放送した。万博の1カ月間のダイジェスト、万博関係の特集で構成していた[12][13]。
- 2006年4月、2016年4月に番組タイトルロゴが変更されたほか、テーマ音楽およびオープニング映像がリニューアルされた。また、2012年、2013年の2度にわたり番組タイトルロゴが変更された。さらに、2010年4月からはハイビジョン化された。アナログ放送は2010年4月から2011年7月22日まで、16:9レターボックス映像で放送された。
- 2011年3月11日の東北地方太平洋沖地震（東日本大震災）発生後、3月中は『NHKニュース7』の拡大放送で番組が休止した。同年4月1日は『特報首都圏』（20:00 - 20:45）を東海・北陸地方でも放送し、翌週の4月8日から番組が再開された。4月8日と翌週の4月15日は20:00 - 20:45に放送され、1か月後の同年5月20日の放送から通常の放送時間に戻った。

## 他地域の番組
- 北海道 - 北海道道
- 東北 - 東北ココから
- 関東・山梨 - 首都圏情報 ネタドリ!
  - 長野 - 知るしん 信州を知るテレビ
  - 新潟 - 金よう夜きらっと新潟
- 近畿 - かんさい熱視線
- 中国 - ラウンドちゅうごく
- 四国 - 四国らしんばん
- 九州・沖縄 - The Life